# René Mauriès
Cet article possède des homonymes et des paronymes, voir Mauries (homonymie).
Ne doit pas être confondu avec René Mauries.
René Mauriès, né le 16 février 1921 à Mirandol-Bourgnounac (Tarn) et mort le 23 mai 1999 à Toulouse, est un journaliste, grand reporter et écrivain français.

## Biographie
Après une licence en lettres, René Mauriès débute en 1945 à La République du Sud-Ouest, correspondant de guerre en Allemagne, puis entre en 1949 au quotidien de Toulouse La Dépêche du Midi, où il fera toute sa carrière journalistique. Il y exerce toutes les activités, de grand reporter à chroniqueur sportif, notamment sur le Tour de France (trente-sept tours couverts), chroniqueur judiciaire (de Dominici à Klaus Barbie), et enfin rédacteur en chef. Il couvre les voyages présidentiels. Il est envoyé sur tous les théâtres d'opérations, Indochine, Algérie, Kurdistan, Iran, Chine… Il est ami avec Joseph Kessel, Kléber Haedens, Antoine Blondin. Ses reportages sont récompensés par le prix François-Jean Armorin en 1954 (pour ses articles sur l'Indochine disponible), le prix Albert-Londres en 1956 (pour ses reportages sur la guerre du Rif, où il a été blessé). À trente-cinq ans, il est le seul journaliste à avoir reçu ces deux grands prix du reportage. En 1967, il publie dans la Dépêche une série de reportages sur le génocide des peshmergas kurdes, Le Kurdistan ou la mort, plus tard publié en livre. Après le drame des Jeux olympiques de Munich de 1972, qu'il vit de près, il raconte son expérience romancée dans Le Cap de la Gitane qui reçoit le prix Interallié en 1974.
Outre ses activités professionnelles, René Mauriès menait de nombreuses actions d'ordre social, en particulier en faveur des traitements des maladies cardiaques, dont celle de « l'enfant bleu » et la sclérose en plaques.
Il a été président de l'Association de la presse présidentielle, dans la deuxième partie des années 1980. Il était vice-président de l'École de journalisme de Toulouse. Un prix portant son nom a été institué en 2006 pour perpétuer son souvenir et récompenser de jeunes journalistes.

## Œuvres
- Le Kurdistan ou la mort, J'ai lu, 1967
- Le Cap de la Gitane, Fayard, prix Interallié 1974
- Toulouse, cité du destin, photographies de Jean Dieuzaide, Havas, 1974
- La Moreneta, La Table ronde, 1978
- Jean-Baptiste Doumeng, le grand absent, Éditions Milan, 1992
- Le Maître de mes secrets, Loubatières, 2001

## Prix
- Prix Albert-Londres : 1956
- Prix Interallié : 1974
- Prix Henri Desgrange de l'Académie des sports : 1974